# わたしたちが選ぶ下関の誇り100選

## 概要
- 2003年、下関市が「赤間関市」から「下関市」への市名誕生100周年を記念し、下関の素晴らしい財産を掘り起こし、「下関の誇り100選」として次の100年に残すために市民からの一般公募によって選定された。
- 発表会では市内の梅光女学院の女子高校生がナレーションを務めた
- 二次展開としてＣＤ－ＲＯＭ及びＤＶＤが発行され、市内の各地で活用された。

## 主な選定理由
- 下関が発祥のもの
- 下関にしかないもの
- 下関にある日本初のもの
- 下関にある日本一世界一のもの
- 歴史上の出来事
- 下関ゆかりの人物
- その他

## 実行委員会
- 主催　わたしたちが選ぶ下関の誇り１００選実行委員会

- 名誉会長　下関市長　江島潔

顧問
- 下関商工会議所　会頭 林　孝介
- 下関観光コンベンション協会　会長　平尾光司
- 下関市教育委員会　教育長 松田雅昭
- 下関郵便局　局長 矢富秋弘

実行委員長 
- (財)下関21世紀協会　理事長 安成信次

副実行委員長
- 下関商工会議所　青年部会長 山本晴治

委員 
- (財)下関21世紀協会・NPO法人発憤の会
- (社)山口県デザイン協会下関地区
- (社)下関青年会議所・下関市女性団体連絡協議会
- 下関市内郵便局44局 ・下関市連合婦人会
- 下関商工会議所・下関商工会議所女性会
- 下関市文化協会・(社)山口県建築士会下関支部
- 下関建築設計監理協会
- (社)下関観光コンベンション協会
- 下関観光コンベンション協会青年部
- 吉田観光協会
- (社)山口県中小企業経営者協会下関支部

オブザーバー	
- 日本旅客鉄道(株)広島支社下関地域鉄道部
- 下関旅館協同組合
- 山口県飲食業生活衛生同業組合下関支部
- サンデン交通(株)・下関タクシー協会
- (株)コミュニティーエフエム下関
- (株)みなと山口合同新聞
- 下関市教育委員会・下関市広報広聴課
- 下関市観光振興課

## 一覧
遥かな弥生から
- 毘紗ノ鼻
- 綾羅木郷遺跡
- 陶けん(土笛)
- 蓋弓帽(がいきゅうぼう)

源平の遺産
- 壇ノ浦の合戦
- 赤間神宮
- 耳無芳一
- 大歳神社
- 先帝祭
- 花魁
- 平家踊り

維新の鼓動
- 高杉晋作
- 奇兵隊
- 白石正一郎
- 長州砲
- 桜山神社
- 東行庵
- 維新・海峡ウォーク

明治の胎動
- 旧下関英国領事館
- 赤い丸型ポスト
- 旧秋田商会ビル
- 旧山陽ホテル
- 伊藤博文
- 伊藤梅子
- 乃木希典
- 金ノ弦岬灯台
- 蓋井島灯台
- 六連島灯台
- 壇之浦導灯
- 潮流信号・船舶通航信号所
- 日本銀行下関支店
- 高尾浄水場
- 連合婦人会
- 下関南部町郵便局
- 私立梅光学院
- 唐戸亀屋薬局
- 市政施行
- 市名改称
- 馬関祭り

産業の息吹
- 北前船と水先案内
- 永富独嘯庵
- 国司浩助
- 佐村福槌夫妻
- 世界一のラジアルタイヤ
- 滝川弁三
- 野菜の輸入量
- 近代捕鯨の基地
- 鯨館
- 海響館
- 日清講和条約調印の地
- 春帆楼
- 「ふく」の街
- 南風泊市場
- ふくの銅像
- スーパージャンボふく鍋
- うに
- みなと新聞
- 唐戸市場

文化の奔流
- 田中絹代
- 狩野芳崖
- お軽同行
- 諸葛信澄
- 藤原義江
- 木暮実千代
- 二村定一
- 金子みすゞ
- 林芙美子
- 藤本英雄
- 中部銀次郎
- 松田優作
- 赤間関硯
- 大洋ホエールズ

歴史の残像
- 彦島金毘羅宮の階段
- 彦島杉田岩刻画
- 長門鋳銭所跡
- 忌宮神社
- 蚕種渡来の地
- 数方庭祭
- 功山寺仏殿
- 長府城下町
- 住吉神社本殿
- 小月庚申塚
- 勝山御殿跡
- 蓋井島・山ノ神神事
- 中山神社
- 亀山八幡宮
- 床屋発祥の地
- 山口労働金庫下関支店

海峡都市は未来へ
- 関門海峡
- 海峡七路
- 彦島水門
- 満珠・干珠島
- 巌流島
- 関釜フェリー
- 関釜間船内第一郵便局
- 関門鉄道連絡船
- 海底鉄道トンネル
- 関門国道トンネル
- 海峡ゆめタワー
- 火の山からの展望
- 関門景観条例
- 関門海峡花火大会

## 関連事業
- わたちたちが選ぶ豊関の誇り
- 女性が選ぶ関門海峡の誇り
- わたちたちが選ぶ長府の誇り

## 新撰わたちたちが選ぶ下関の誇り　完全版
- 「下関の誇り100選」「豊関の誇り100選」の発表後、下関市と旧豊浦郡四町（豊浦町、豊北町、豊田町、菊川町）が広域合併した。
- この合併に伴い長い間、広域版が不在となっていたことから、2019年12月「 新撰わたちたちが選ぶ下関の誇り　完全版」事業が始動。選定委員会を立ち上げ、2020年秋の発表を目指し募集が始まった。
- 前回同様、一般財団法人下関21世紀協会が事務局を務める。